# Гласс, Хью
Хью Гласс (англ. Hugh Glass; ок. 1783 — 1833) — американский охотник (маунтинмен) и горный проводник. Наиболее известен тем, что в 1823 году, получив тяжёлые ранения в схватке с медведем-гризли (в том числе перелом ноги), сумел преодолеть свыше 300 километров по дикой местности без запасов еды и снаряжения, при этом большую часть пути — ползком.

## Ранняя биография
О ранних годах жизни Хью Гласса практически не сохранилось достоверных сведений. Считается, что он родился около 1783 года в Филадельфии (штат Пенсильвания), в семье ирландских иммигрантов. Ещё будучи подростком, избрал в качестве основного занятия профессию моряка и со временем добился в этом деле больших успехов. Приблизительно в 1816 году, во время стычки с пиратами, Гласс попал в плен к известному капитану Жану Лафиту, который принудил его стать одним из членов своей команды.
В 1818 году Глассу удалось сбежать с пиратского корабля. Он проплыл две мили по открытому морю и добрался до побережья Техаса. Не имея ни карты, ни снаряжения, он начал пробираться на север и в конце концов был схвачен индейцами пауни, которые приняли его в своё племя и научили основам выживания в дикой местности. Прожив среди индейцев несколько лет (и даже женившись на индианке), Гласс в 1821 году отправился в Сент-Луис, куда была приглашена делегация пауни для встречи с представителями американских властей. После окончания этой дипломатической миссии Гласс решил не возвращаться к индейцам и остался в городе.

## Экспедиция генерала Эшли
В 1822 году Гласс узнал из газет о создании в Сент-Луисе «Меховой компании Скалистых гор», основатель которой, генерал Уильям Эшли, набирал отряд из 100 молодых людей для путешествия вверх по реке Миссури и исследования её истоков. Гласс откликнулся на приглашение генерала и вступил в отряд (позднее ставший известным под названием «Сотня Эшли»), наряду со многими другими известными трапперами и торговцами пушниной — майором Эндрю Генри, Томасом Фицпатриком, Джеймсом Бекуортом, Джедедайей Смитом, Уильямом Саблеттом и Джимом Бриджером.
Отряд выступил в поход в начале 1823 года. Во время продвижения вверх по реке охотники оказались вовлечёнными в конфликт с местными индейцами из племени арикара, в результате чего несколько участников похода были убиты, а Гласс получил ранение в ногу. В августе прибыло вызванное генералом Эшли подкрепление, которое разбило индейцев в сражении, после чего от основного отряда отделилось четырнадцать человек (включая Гласса). Возглавляемые майором Генри, они решили следовать своему собственному маршруту. Планировалось подняться вверх по реке Гранд-Ривер и затем свернуть на север к устью Йеллоустона, где располагался форт Генри.

### Схватка с медведем
Через несколько дней отряд Генри подошёл к развилке Гранд-Ривер (в настоящее время эта территория вместе с находящимся на ней водохранилищем Шейдхилл входит в состав округа Перкинс в Южной Дакоте). Гласс, собирая ягоды в стороне от лагеря, неожиданно наткнулся на медведицу гризли с двумя медвежатами. Животное напало прежде, чем Гласс успел воспользоваться своим ружьём, и нанесло охотнику глубокие раны когтями. Глассу, тем не менее, удалось выхватить нож, которым он стал защищаться от медведя, одновременно зовя на помощь. Прибежавшие на крик товарищи убили медведя, но Гласс уже потерял сознание.
Майор Генри был убеждён, что человек с такими ранениями не проживёт более одного-двух дней, поэтому он решил оставить с Глассом двух добровольцев, которые похоронят его, когда он умрёт, в то время как основной отряд продолжит путешествие. Вызвались Джон Фицджеральд и Джим Бриджер. После отбытия майора, они выкопали для Гласса могилу и стали ждать его смерти. Через пять дней Фицджеральд, опасаясь, что их могут обнаружить арикара, убедил молодого Бриджера оставить Гласса и отправиться вслед за майором Генри. Поскольку оба считали, что охотник всё равно умрёт, они взяли с собой всё его снаряжение, включая ружьё, пистолет и нож. Встретившись с майором, они сообщили ему, что Гласс умер.

### Путешествие к форту Кайова
В действительности Гласс выжил. Придя в сознание, он обнаружил себя в полном одиночестве, лишённым всего снаряжения, воды и пищи. Кроме того, у него была сломана нога, а глубокие раны на спине доходили до рёбер. Ближайший населённый пункт — форт Кайова — находился более чем в 200 милях (свыше 320 км) к юго-востоку, на берегу Миссури.
В течение своего похода Гласс питался ягодами и корнями растений. Однажды ему удалось отогнать двух волков от туши растерзанного ими бизона и поесть мяса. Кроме того ему помогли выжить дружелюбные индейцы, которые зашили его раны, снабдили едой и оружием.

### Фицджеральд и Бриджер
Оправившись от ран, Гласс начал искать Фицджеральда и Бриджера, которые его бросили. В конце концов он отправился в форт Генри, на реке Йеллоустон. Форт был пуст, но Хью нашёл записку, в которой говорилось, что отряд Генри перешёл в новый лагерь в устье реки Бигхорн. Добравшись туда, Гласс нашёл Бриджера, но, по-видимому, простил его из-за его молодости и вступил обратно в компанию Эшли.
Позже Гласс узнал, что Фицджеральд присоединился к армии и находился в Форт Аткинсон, в современном штате Небраска. В форте Хью смог получить от Фицджеральда только своё ружьё — армия отказалась позволить гражданскому отомстить своему солдату.

## Дальнейшая жизнь
Позже он был нанят в качестве охотника гарнизоном армии США в Форт Юнион, недалеко от Берлингтона, штат Северная Дакота.
Гласс был убит вместе с двумя своими товарищами-охотниками при нападении индейцев арикара на реке Йеллоустон в начале весны 1833 года.

## В массовой культуре
Биография Гласса легла в основу нескольких произведений:
- Документальная поэма исследователя индейской культуры Джона Нейхардта «Песнь Хью Гласса».
- Приключенческий роман «Дикие земли», написанный Роджером Желязны в соавторстве с Джеральдом Хаусманом. В романе судьба Гласса описывается параллельно с историей другого знаменитого первопроходца — Джона Колтера, который в 1809 году пробежал обнажённым более 5 миль, преследуемый индейцами из племени черноногих, и затем одиннадцать дней добирался по дикой местности до ближайшего населённого пункта.
- Фильм «Человек диких прерий» (США, 1971). Сюжет фильма повторяет историю Хью Гласса. Роль главного героя, Захария Басса, исполнил ирландский актёр Ричард Харрис.
- Роман Майкла Панке и фильм на его основе — «Выживший» (США, 2015). Роль Хью Гласса исполнил Леонардо Ди Каприо, за что был удостоен премии «Оскар».
- Песня «Six Weeks» группы «Of Monsters and Men».
- Персонаж компьютерной игры World of Warcraft в локации «Седые холмы» — «Торговая лавка Красного леса».